# Dysdera aciculata
Espèce
Dysdera aciculata est une espèce d'araignées aranéomorphes de la famille des Dysderidae.

## Distribution
Cette espèce est endémique d'Algérie.

## Publication originale
- Simon, 1882 : Études Arachnologiques. 13e Mémoire. XX. Descriptions d'espèces et de genres nouveaux de la famille des Dysderidae. Annales de la Société Entomologique de France, sér. 6, vol. 2, p. 201-240 (texte intégral).